# Thomas Murner

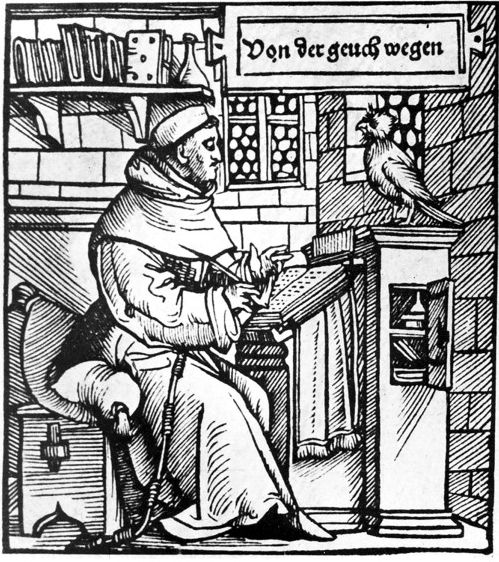
Thomas Murner als Kanzler der Gauchmatt. Ambrosius Holbein (1519)

Thomas Murner (* 24. Dezember 1475 in Oberehnheim; † vor dem 23. August 1537 ebenda) war ein elsässischer Franziskaner, Dichter und Satiriker, Humanist und bedeutender Kontroverstheologe der frühen Reformationszeit.

## Leben

### Bildungsweg

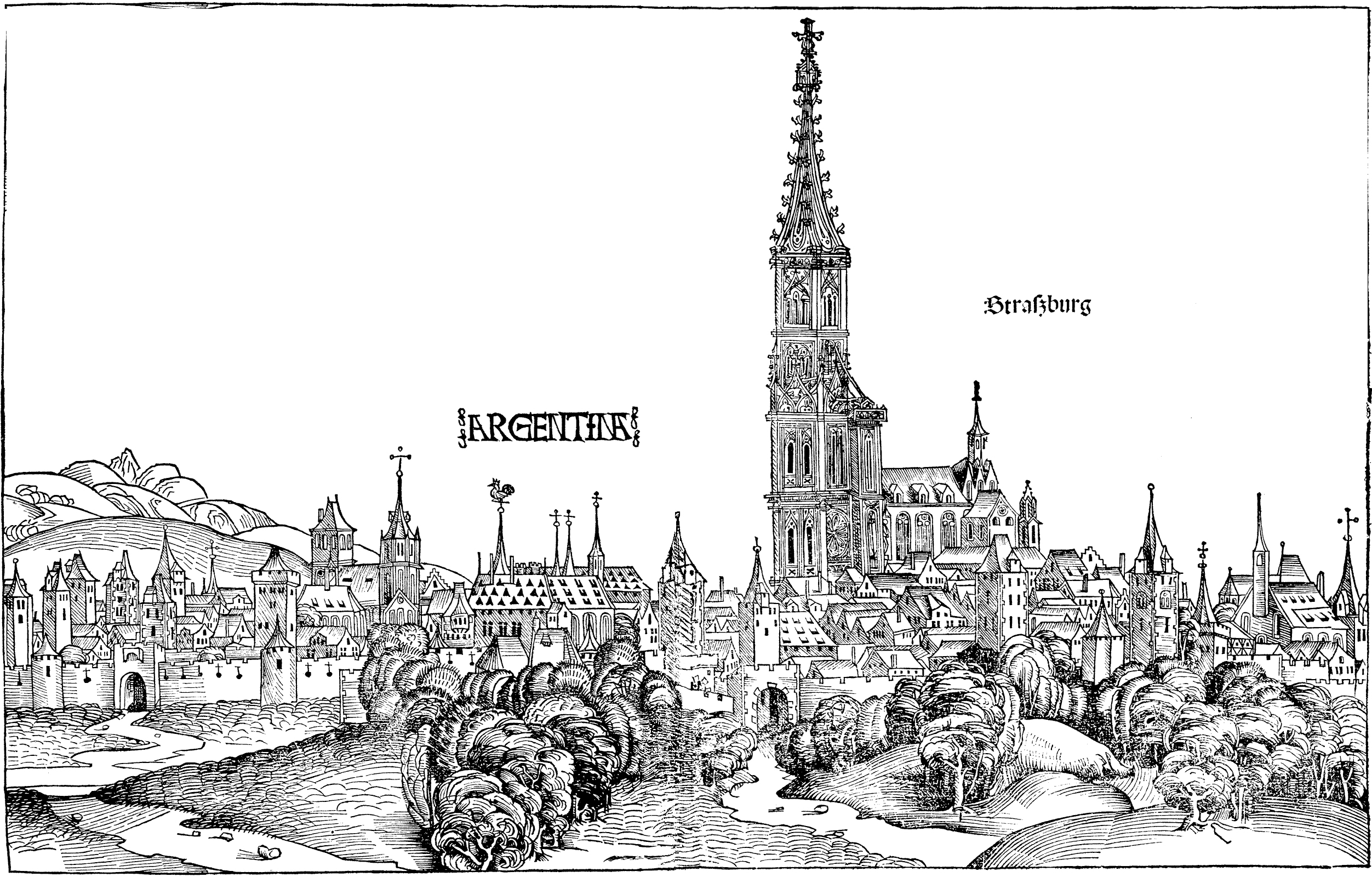
Ansicht von Straßburg. Schedelsche Weltchronik (1493)

Thomas Murner wurde 1475 als Sohn eines angesehenen Bürgers in Oberehnheim (heute Obernai, Elsass) geboren. Wegen eines Geburtsfehlers litt er immer an einem leichten Hinken; auch eine Kinderlähmung wird erwogen. 1481 übersiedelte seine Familie in die freie Reichsstadt Straßburg. Der kränkliche Murner besuchte die Klosterschule im Franziskanerkonvent und trat bereits 1490 in die Oberdeutsche (Straßburger) Provinz des Franziskanerordens ein. Vier Jahre später wurde der 19-jährige Murner zum Priester geweiht. In Straßburg wird er mit den Predigten von Johann Geiler von Kaysersberg und dem Narrenschiff von Sebastian Brant bekannt geworden sein. Beide Autoren waren prägend für seine späteren Werke.
Die Ordensobern erkannten die Begabung des jungen Bruders und ermöglichten ihm eine Ausbildung an verschiedenen Universitäten Europas. Ab 1494 ging Murner auf Reisen und studierte an mindestens sieben Universitäten. Er begann sein Studium in Freiburg im Breisgau (1494–1498), absolvierte ein Semester in Köln (1498) und danach ein Semester in Paris (1498/99). Anschließend wandte er sich dem östlichen Mitteleuropa zu. Die Stationen waren die Universitäten von Rostock (1499), Krakau (1499/1500), Prag (1500/01) und Wien. Nachdem er 1498 den Magister der Freien Künste in Freiburg im Breisgau und den Baccalaureus theologiae in Krakau erlangt hatte, kehrte er 1501 nach Straßburg zurück, wo er als Prediger und Lehrer an seinem Mutterkloster zu wirken begann. Schon nach kurzer Zeit kam es zu einer Auseinandersetzung mit den führenden Humanisten der Stadt um die nationale Zugehörigkeit des Elsasses. Der Konflikt artete in eine persönliche Fehde zwischen Murner und Jakob Wimpfeling aus.

### Murner und Wimpfeling

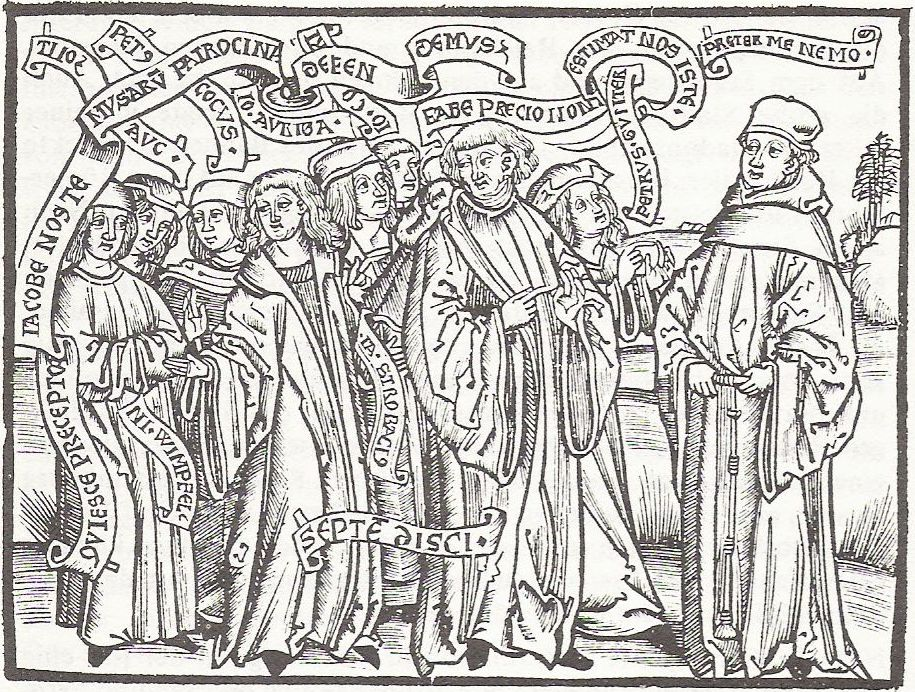
Thomas Murner (rechts) im Gespräch mit Jakob Wimpfeling und seinen Schülern. Titelblatt einer Flugschrift (1502).

Jakob Wimpfeling (1450–1528), der gefeierte elsässische Humanist, hatte sich wie Murner 1501 wieder in Straßburg niedergelassen. Er hatte Ende 1501, vermutlich als Antwort auf eine Vorlesung Murners, die Schrift Germania verfasst, in der er die Behauptung aufstellte, Straßburg und das ganze Elsass seien nie gallisch gewesen, und da auch Karl der Große und dessen Vater Pippin Deutsche gewesen seien, sei der Ursprung des Elsasses ganz und gar germanisch. Dies komme auch in den vielen deutschen Ortsnamen zum Ausdruck. Ein zweites Anliegen der Schrift war die Forderung nach einer weltlichen humanistischen Schule in Straßburg. Die Schrift brachte Wimpfeling viel Lob ein, forderte jedoch die französische Fraktion heraus. Zudem sahen die Franziskaner ihre Schultätigkeit durch Wimpfelings Projekt bedroht. Murner, der 1501 in der Stadt öffentlich zu unterrichten begonnen hatte, machte sich zum Sprecher der Opponenten Wimpfelings. Im Sommer 1502 veröffentlichte er mit Germania Nova eine Gegenschrift, in der er die schwache historische Beweisführung Wimpfelings aufdeckte und, wo ihm dies nicht gelang, sie lächerlich zu machen versuchte.
Wimpfeling reagierte äußerst gereizt auf Murners Antwort und erreichte, dass der Straßburger Rat den Vertrieb dieser Schrift unterband. Zudem sandte er ein Rundschreiben an seine Freunde und Schüler mit der Aufforderung, ihn gegen die unverschämten Angriffe des noch jungen und unbekannten Murners zu verteidigen. Schon bald wurde eine Schrift zur Verteidigung Wimpfelings von dessen Verehrer Thomas Wolff (1475–1509) herausgegeben (Defensio Germaniae Jacobi Wympfelingii, Freiburg i. B. 1502). Auf dem Titelblatt ist auf der einen Seite Thomas Murner allein mit dem Spruchband preter me nemo („außer mir keiner“) dargestellt, auf der anderen Seite stehen Wimpfeling und zahlreiche seiner Schüler und Parteigänger. Die Defensio war weniger eine Verteidigung Wimpfelings als eine eigentliche Abrechnung mit Murner. In einer zweiten, ebenfalls von Thomas Wolf herausgegebenen Schrift (Versiculi Theodorici Gresemundi, Straßburg 1502) wurde Murner mit einer Reihe derber Schimpfwörter eingedeckt. Ein Schimpfname Mur-nar (närrischer Kater) sollte ihn das Leben lang begleiten. Murners Antwort auf die Beschimpfungen war eine Lobschrift (Honestorum poematum condigna laudatio, Straßburg 1503), in der er seine Gegner zu einer öffentlichen Auseinandersetzung aufforderte. Die Schrift ist wohl unmittelbar nach ihrem Erscheinen verboten worden und bildet so den vorläufigen Schlusspunkt der Auseinandersetzung.

### Geistliche und akademische Laufbahn

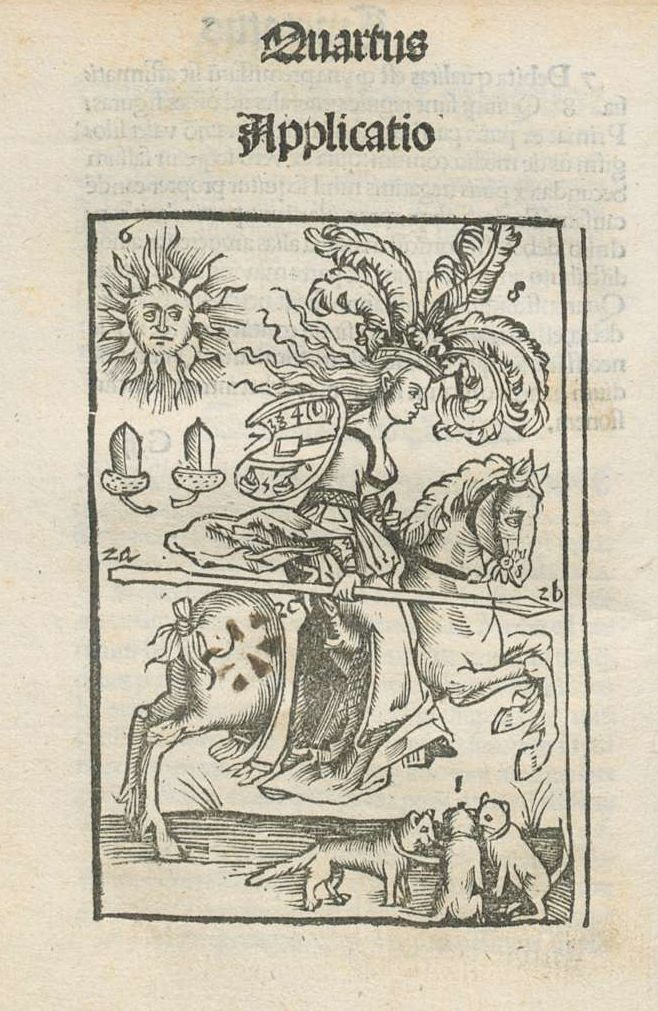
Didaktische Spielkarte aus Logica memorativa (1509)

Thomas Murner war in der Folge viel unterwegs. Er wurde von seinem Orden mit verschiedenen Aufgaben betraut. So nahm er als Prediger an mehreren Ordenskapiteln teil und war in verschiedenen Klöstern als Lektor (Lesemeister) tätig, unter anderem in den Franziskanerklöstern von Freiburg im Breisgau (1508), Bern (1509), im Barfüßerkloster in Frankfurt am Main (1511–13) und in Straßburg (1520). Das Oberenamt des Guardians hatte er in Speyer (1510) und Straßburg (1513–14) inne.
Neben seinen Aufgaben im Orden trieb Murner auch seine akademische Laufbahn voran. Das Theologiestudium schloss er 1506 in Freiburg im Breisgau mit Lizenziat und dem Doktortitel ab. Von 1506 bis 1507 unterrichtete er an der Universität Krakau Logik. Zu weiteren Studienaufenthalten hielt sich Murner verschiedentlich auch in Italien auf. Bereits im reiferen Alter entschloss er sich 1518 zu einem Zweitstudium an der juristischen Fakultät der Universität Basel. Ein Jahr später erwarb er dort, gegen den Widerstand des Freiburger Rechtsgelehrten Ulrich Zasius, den Doctor juris utriusque (Doktor beider Rechte, des bürgerlichen und kanonischen Rechts).

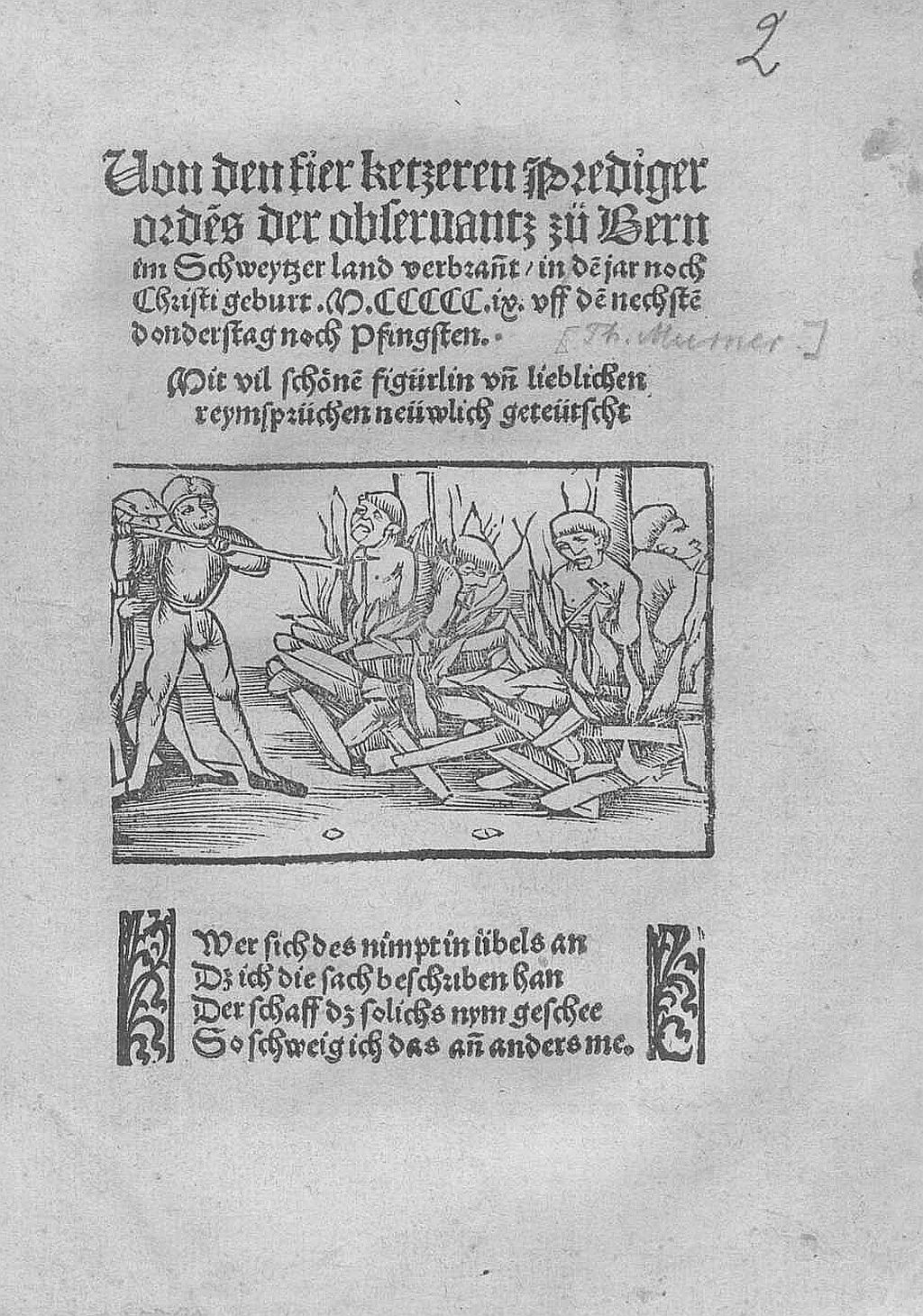
Von den fier ketzeren Prediger. Urs Graf (1509)

Die zahlreichen Ortswechsel waren oft von Streitigkeiten begleitet. In Krakau, wo er 1507 für seine Studenten das von ihm erfundene didaktische Kartenspiel Chardiludium logicae verwendete, wurde er von der Universität der Ketzerei bezichtigt, konnte jedoch eine Anklage mit seinen Erläuterungen verhindern. Schon 1502 hatten sich Jakob Wimpfeling und dessen Schüler über die mnemotechnischen Kartenspiele Murners lustig gemacht und auch Zasius und Erasmus hatten sich kritisch dazu geäußert.
In Freiburg geriet Murner erneut in eine Auseinandersetzung zwischen Humanisten. In Streit zwischen Jakob Locher und Wimpfeling stellte er sich auf die Seite Lochers. Er handelte sich damit die Feindschaft von Zasius ein, der Murner als Ordensmann die Kompetenz in Sachen Dichtkunst absprach. Im Anschluss an Entgleisungen in seiner Predigttätigkeit wurde er vermutlich auf Verlangen der Universität 1509 von seinen Oberen nach Bern versetzt.
Während seines Aufenthaltes in Bern erlebte er als Lesemeister im Barfüsserkloster die Endphase des berühmten Jetzerprozesses, der 1509 mit der Hinrichtung von vier Dominikanern endete. Murner veröffentlichte dazu mehrere Flugschriften gegen die Dominikaner: De quattuor heresiarchis , auf Deutsch Von den fier ketzeren Prediger ordens der observantz zü Bern im Schweytzer land verbrannt. Die Schriften Murners fanden große Beachtung und erfuhren mehrere Auflagen. Murner verwendete in dieser Schrift zum ersten Mal deutsche Reimpaare, eine literarische Form, die er in der Folge gerne anwandte.

### Poeta laureatus

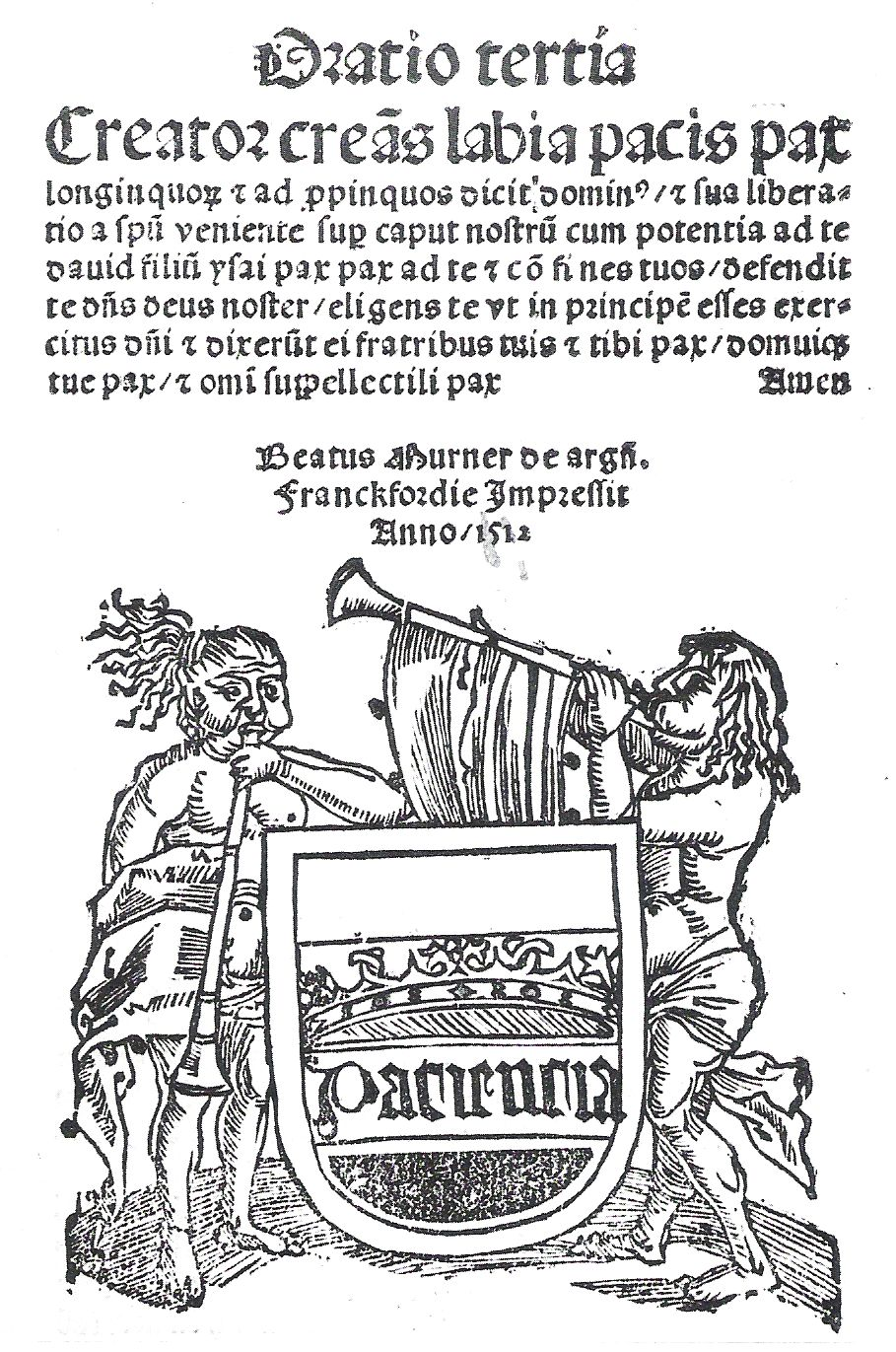
Patientia: Wappen und Wahlspruch von Thomas Murner. Aus: Benedicite iudeorum (1512)

Erster Höhepunkt als Schriftsteller war für Murner das Jahr 1505, als er in Wien vom römisch-deutschen König und späteren Kaiser Maximilian I. zum Poeta laureatus gekrönt wurde. Diese Auszeichnung war mit hohem Ansehen verbunden und berechtigte Murner, ein eigenes Wappen zu tragen. Murners erste Veröffentlichungen entstanden 1498/99. 1498 gab er eine Practica, einen Kalender mit Jahreshoroskop heraus, im Jahr 1499 die Invecta contra astrologus, eine Schrift, in der er im Zusammenhang mit dem Schwabenkrieg den Nutzen der Astrologen anzweifelte. Ebenfalls 1499 wurde der Tractatus pertulis de phitonico contractu, in dem er seine frühkindliche Lähmung mit Hexenzauber in Verbindung brachte, gedruckt.
Die insgesamt mehr als 70 Werke Murners, die erhalten geblieben sind, weisen auf seine vielschichtigen und umfangreichen Interessen hin. Neben theologischen Abhandlungen verfasste er unter anderem Schriften zu astrologischen, historischen, didaktischen und juristischen Themen. Zahlreich sind seine Streitschriften, die er als Antwort gegen seine Widersacher verfasste. Daneben betätigte sich Murner auch als Übersetzer fremder Werke. Er übersetzte Schriften von Martin Luther, Erasmus und Ulrich von Hutten vom Lateinischen ins Deutsche. Im Auftrag seines Ordens übersetzte er auch einige Texte aus dem Hebräischen ins Lateinische und Deutsche (Der iuden benedicite wie sy gott den heren loben, und im umb die speyß dancken). Zu seinen bedeutendsten übersetzerischen Arbeiten zählen: eine erste deutschsprachige Übersetzung von Vergils Aeneis (Vergilii Maronis dreyzehen Bücher von dem tewren Helden Enea, 1515), eine volkssprachliche Übersetzung der Institutiones des Justinian (Instituten ein warer vrsprung vnnd sundament des Keyserlichen rechtens, 1519) und die Übersetzung der Weltgeschichte von Sabellicus (Hystory von der anbeschaffener welt), sein Spätwerk, das nicht mehr zum Drucke kam. Dieses Werk, das er vermutlich eigenhändig mit zahlreichen Illustrationen versehen hatte, ist teilweise als Manuskript erhalten geblieben. Obwohl mehr als zwei Drittel seiner Schriften in Latein abgefasst waren, sind es vor allem seine deutschen Satiren, die das Murnerbild bis heute am nachhaltigsten bestimmt haben und ihm den Ruf eines der bedeutendsten Satiriker des 16. Jahrhunderts eingetragen haben.

### Murner als Satiriker

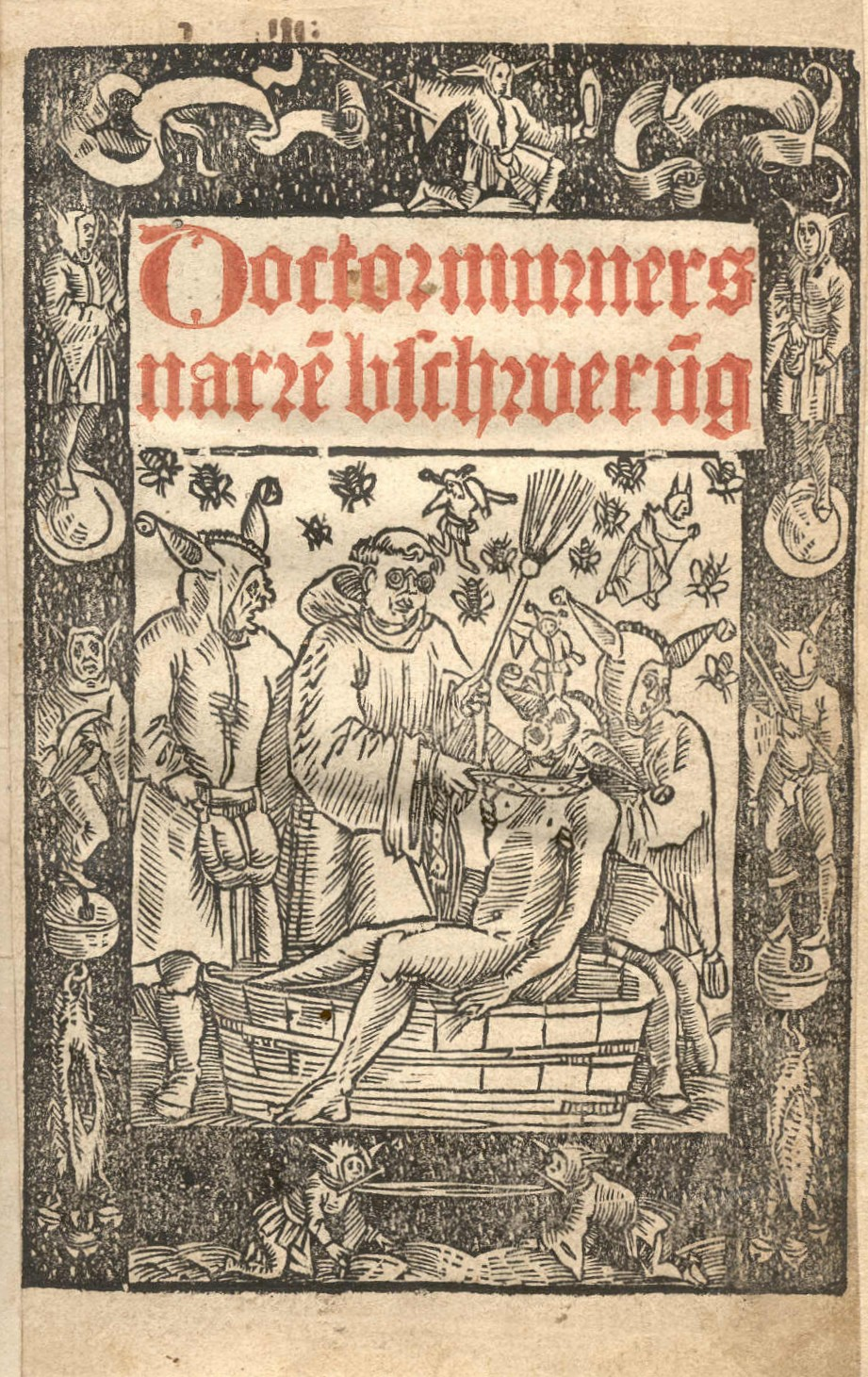
Doktor Murners „Narrenbeschwörung“ (1512)

Große Beachtung fand Murner durch seine deutschsprachigen Satiren. Er orientierte sich anfänglich stark an der Narrenliteratur seiner Vorbilder Sebastian Brant und Johann Geiler von Kaysersberg. Er erwies sich in dieser Gattung als Meister und erntete großen Beifall. Im Jahr 1512 veröffentlichte Murner gleich zwei in deutschen Versen verfasste Satiren: die Narrenbeschwerung und die Schelmenzunfft.
In der Narrenbeschwörung bezog sich Murner direkt auf das Narrenschiff von Brant und verwendete teilweise auch dessen Illustrationen. Wie Brant lässt er die Narren eine ganze Reihe von menschlichen Narrheiten darstellen. Mit einer Art Exorzismus werden diesen Narren die Torheiten ausgetrieben. In beiden Werken zeigt er Missstände der Medizin und anderer Wissenschaften auf.
Noch mehr Erfolg erntet er mit der Schelmenzunft. In dieser Verssatire zählt der Dichter als Zunftschreiber alle Laster seiner Schelmen auf. Jedes Kapitel ist mit einer sprichwörtlichen Redensart überschrieben und mit einem Holzschnitt illustriert. Die Zunftmitglieder kommen aus allen Bevölkerungsschichten, vom faulen Studenten bis zum zanksüchtigen Ratsherren. In seiner herben Kritik lässt Murner auch die unfähige Geistlichkeit nicht aus, über die er sich gleich im ersten Kapitel unter dem Sprichwort von Blawen Enten predigen auslässt.

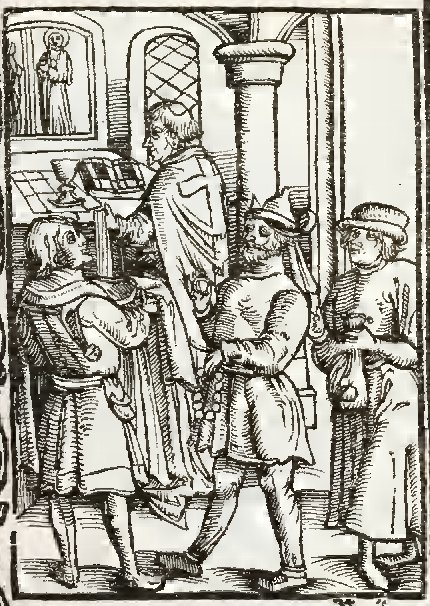
Das Opfer der Gret Müllerin. Mülle von Schwyndelßheym (1515)

1515 erschien die Mülle von Schwindelszheym. Hauptfiguren dieser Versdichtung sind der Müller, der eine Schelmengesellschaft zu einem Jarzit eingeladen hatte, seine buhlerische Frau Gredt Müllerin sowie ein Esel. Neben der Kritik an der Liebessucht, verkörpert in Gretmüllerin, nimmt Murner wiederum die Geistlichkeit scharf aufs Korn. So lässt er den Esel in Gestalt eines Domherren, eines Guardians, eines Priors und eines Doktors einer Universität auftreten.

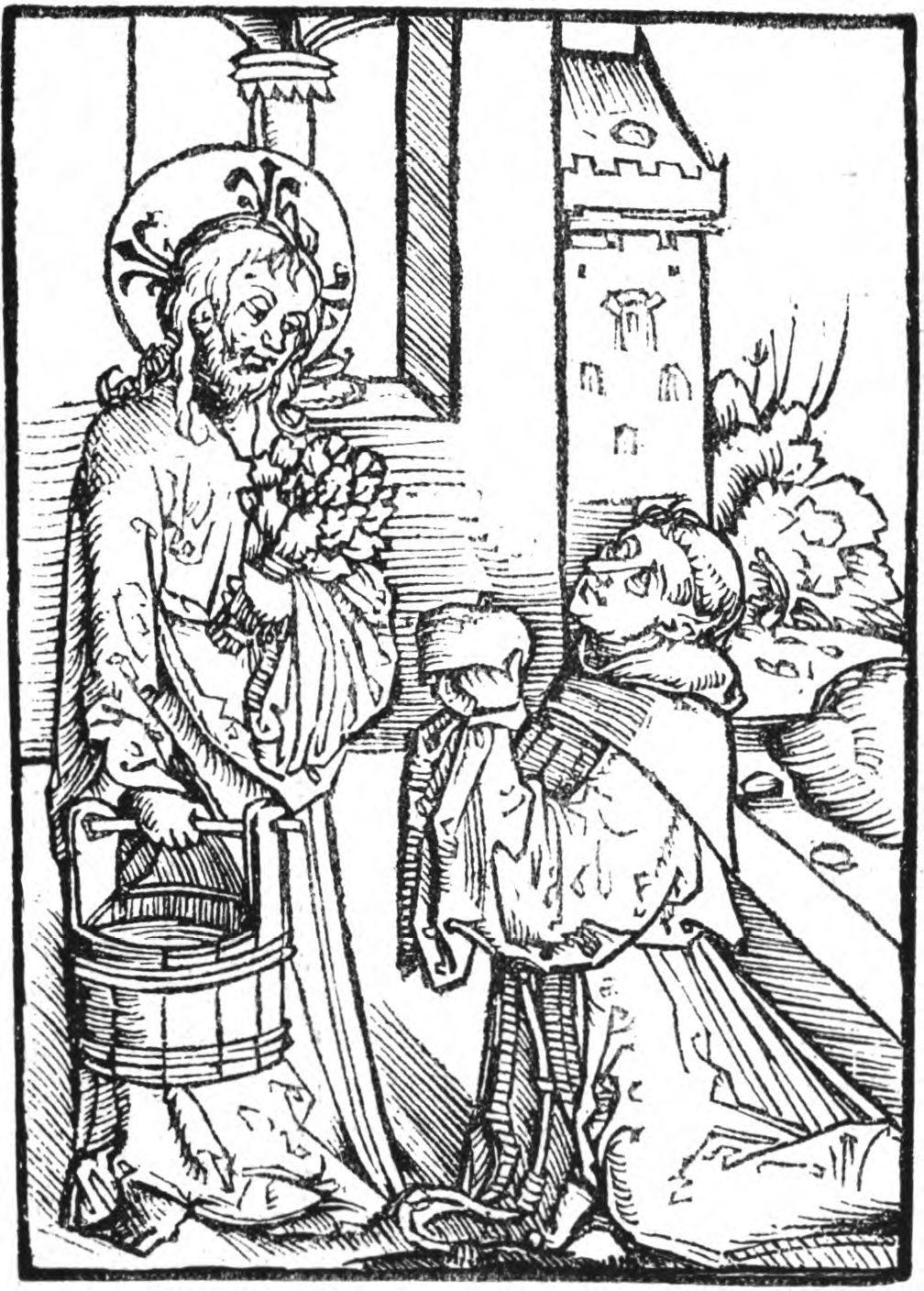
Murner mit Christus als Bademeister, Badenfahrt (1514)

Die Mühle von Schwindelsheim gilt als „Ersatzschrift“ der Geuchmat, die Murner 1514/15 geschrieben hatte und in Straßburg vorerst der (innerfranziskanischen) Zensur zum Opfer fiel.
Erst im Jahr 1519 gelang es Murner, dieses „frauenfeindliche Pamphlet“ bei Adam Petri in Basel in Druck zu geben. Mit der Geuchmatt ist eine Wiese der Lüstlinge gemeint. In dieser Satire tritt Murner selber auf: Mit dem Gauch (Kuckuck, als Symbol des Narren) auf der Schulter verliest er als Cantzler der geuchmatten die 22 Geuchartikel. Unter der Herrschaft der Frau Venus wenden die liebestollen Frauen alle Kniffe an, um die wybischen mannen zu verführen. Schon Zeitgenossen hatten Murner vorgeworfen, dass diese Schrift nicht nur wegen seiner moralisierenden Absichten, sondern auch wegen des lüsternen Inhaltes großen Anklang gefunden habe.
In der vorreformatorischen Zeit hatte Murner nicht nur Satiren verfasst, sondern sich auch mit ernsthafteren Themen auseinandergesetzt. In der Schrift Ein andechtig geistliche Badenfahrt, die 1514 erschien, zeigte sich Murner von seiner seelsorgerischen Seite. Wohl angeregt durch eigene krankheitsbedingte Badekuren beschreibt er eine symbolische Badekur, in der Jesus Christus als Bademeister, Murner als Patient und das Bad als Allegorie für die Buße dargestellt sind.

### Murner und die Reformation

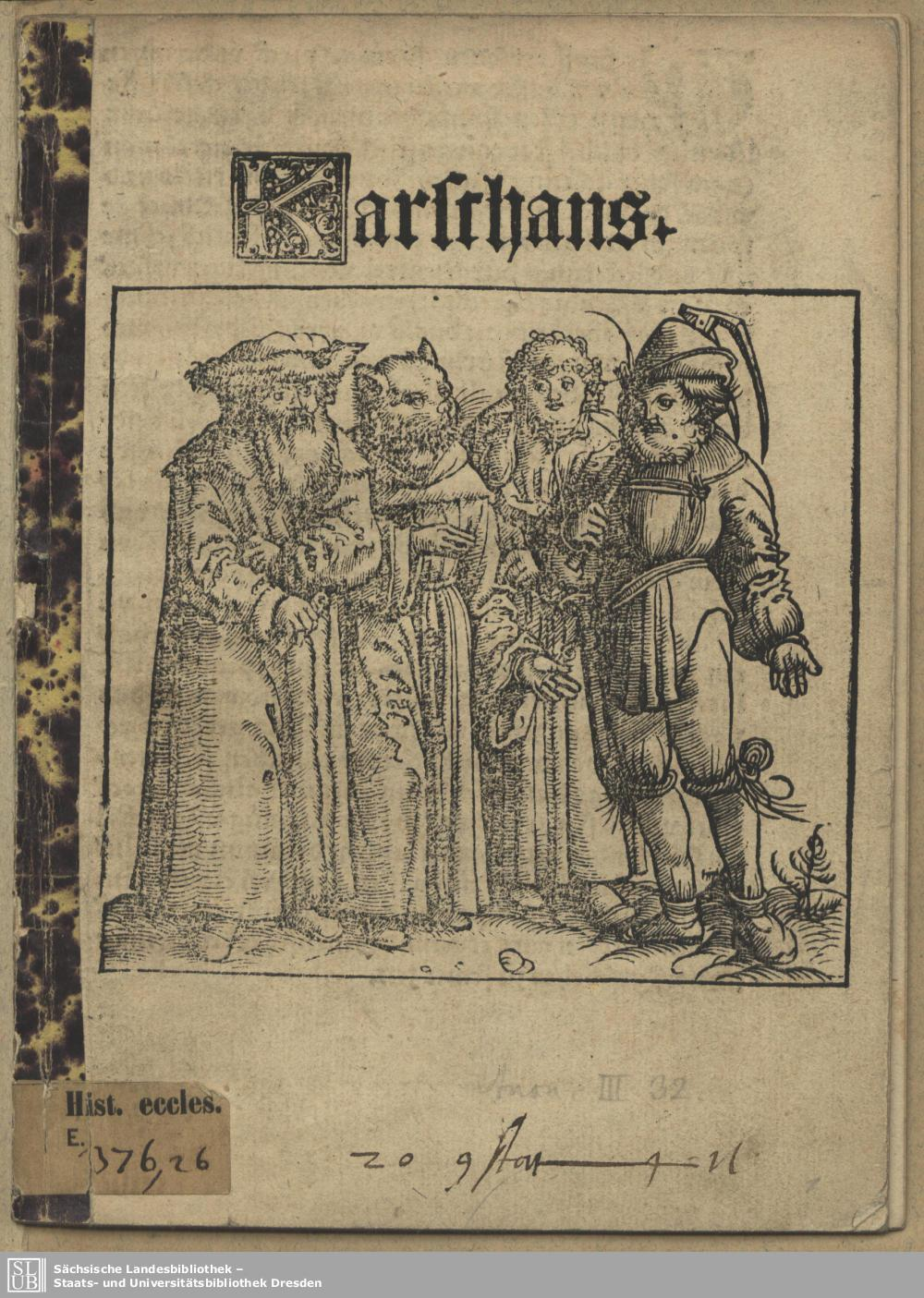
Thomas Murner in der Gestalt eines Katers. Flugschrift Karsthans (1521)

In seinen Schriften vor 1520 hatte Murner in zum Teil harten Worten die kirchlichen Missstände angeprangert und eine durchgehende Reform gefordert. Dabei hatte er die Institutionen der Kirche nie in Frage gestellt. Als er 1520 nach Straßburg zurückkehrte und sah, wie ein Teil der Prediger und große Kreise der Straßburger Bevölkerung auf die Schriften Luthers ansprach, erkannte er die Gefahr einer Kirchenspaltung und begann publizistisch dagegen anzutreten. Im Herbst 1520 verfasste er eine Christliche und brüderliche Ermahnung an Martin Luther. Die Schrift, anonym herausgegeben und in einem versöhnlichen Ton abgefasst, richtete sich gegen Luthers Angriff auf die Heilige Messe im Sermon von dem neuen Testament. Bis Ende 1520 ließ Murner drei weitere anonyme Schriften gegen Luther drucken, die im Tonfall von Mal zu Mal polemischer wurden. Zudem veröffentlichte er im Dezember, ebenfalls ohne Angabe des Namens, eine deutsche Übersetzung von Luthers De captivitate Babylonica ecclesiae, mit der Absicht die Öffentlichkeit vor der neuen Lehre zu warnen. Luther, der durch den Straßburger Prediger Wolfgang Capito über die Urheberschaft der Schriften informiert war, wandte sich erst 1521 gegen Murner und warf ihm vor, dass er nicht schriftgemäß argumentiere. Murner war inzwischen aus der Anonymität herausgetreten und schlug in Straßburg an verschiedenen Stellen ein Flugblatt an, in dem er sich gegen die vielen gegen ihn gerichteten Pamphlete zur Wehr setzte und seine Haltung gegen Luther begründete. Obwohl Murner vom Rat ein Verbot der gegen ihn gerichteten Schriften bewirkte, konnte er deren Verbreitung, vor allem der beiden populären Reformationsdialoge Karsthans und Murnarus Leviathan nicht verhindern.

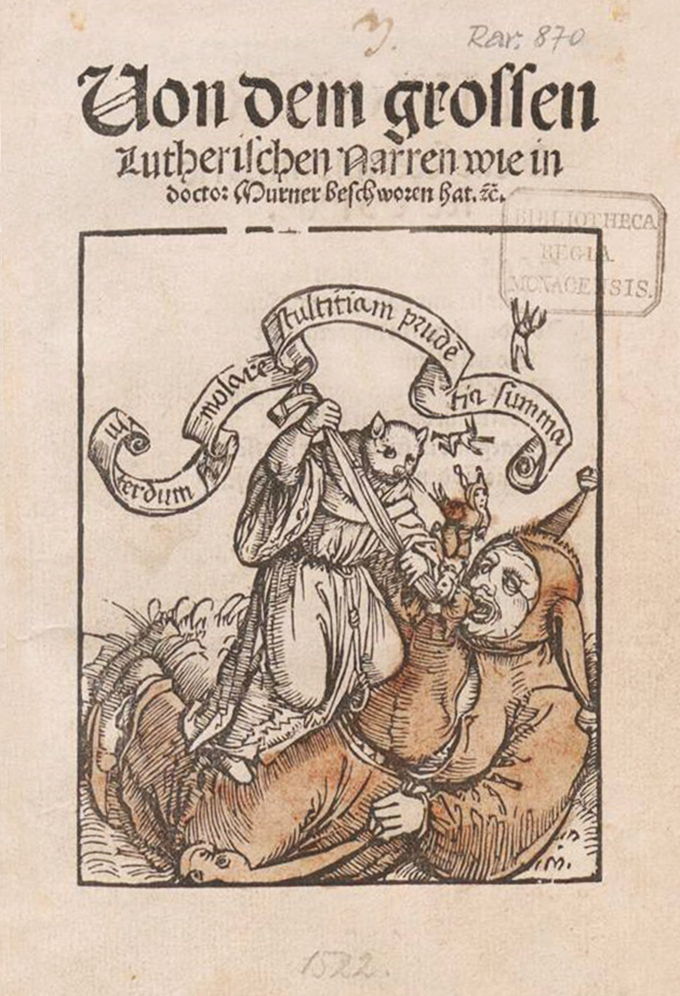
Von dem großen lutherischen Narren. Straßburg 1522

Wie seine Gegner blieb auch Murner weiterhin aktiv. Auf eine Verherrlichung der lutherischen Lehre in Liedform durch Michael Stifel antwortete er ebenfalls mit einem Lied mit dem Titel Ain new lied von dem undergang des christlichen glaubens und erntete damit eine Flut von feindlichen Flugschriften. Murner besann sich seiner satirischen Qualitäten und antwortete mit seinem 4800 Verse umfassenden Gedicht Von dem großen Lutherischen Narren, das mit zahlreichen Holzschnitten illustriert war. Die Schrift, die als Höhepunkt in der antireformatorischen Polemik Murners gilt, wird bis heute in der Reformationsforschung breit beachtet und als sein Meisterwerk bezeichnet. In der Schrift tritt Murner selbst in der Gestalt des katzenköpfigen Murrnarrs, als den ihn seine Gegner gerne bezichtigten, auf und versucht den lutherischen Narren, verkörpert in einem aufgeschwollenen Monstrum, zu beschwören. Trotz des literarischen Grobianismus, der in der Schrift zum Ausdruck kommt, gilt diese Satire als „geistreichste Anklageschrift gegen die Reformation schlechthin“. Die Flugschrift, die im Dezember 1522 beim letzten altgläubigen Drucker Hans Grüninger erschien, wurde schon kurz nach ihrem Erscheinen beschlagnahmt; einer zweiten Auflage ging es nicht viel besser.
Im Jahr 1522 hatte Murner eine Schrift von Heinrich VIII. über die Sakramente ins Deutsche übersetzt und begab sich 1523 auf eine angebliche Einladung des Königs für einige Wochen nach England. Nach seiner Rückkehr nach Straßburg nahm er 1524 als Abgesandter des Straßburger Bischofs am Reichstag in Nürnberg teil. Die Einführung der Reformation in Straßburg (19. April 1524) konnte Murner nicht verhindern. Ihm und seinen Anhängern wurde nun vom Rat untersagt, weitere Streitschriften drucken zu lassen. Murner richtete daraufhin eine Privatdruckerei im Franziskanerkloster ein. Die Stimmung in der Bevölkerung wurde jedoch immer feindlicher. Im September 1524 kam es zu einem regelrechten Volksauflauf gegen die altgläubigen Prediger. Der Pöbel plünderte Murners Wohnung und zerstörte seine Druckerei. Anders als den Augustiner-Prediger Konrad Treger konnte man Murner aber nicht festnehmen. Er hatte sich schon vorher in seine Vaterstadt Oberehnheim in Sicherheit gebracht. Murner bemühte sich beim Rat von Straßburg vergeblich um eine Entschädigung für die Zerstörungen. Im Gegenteil wurde ihm eine Rückkehr in die Stadt untersagt.

### Murner im Schweizer Glaubenskampf

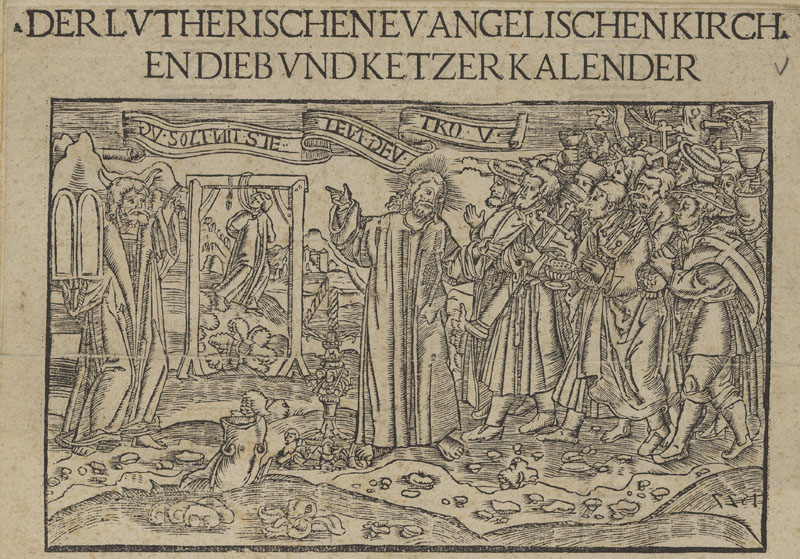
Kirchendieb- und Ketzerkalender (1527)

Nur kurze Zeit fand Murner Zuflucht in Oberehnheim. Als die Stadt 1525 im Bauernkrieg belagert wurde, verlangten die Bauern die Auslieferung der geflohenen Geistlichen. Deshalb floh Murner im Mai 1525 aus der Stadt und begab sich nach Luzern. Mittellos und krank wurde er in Luzern aufgenommen und mit dem Amt des Lesemeisters und Predigers im Barfüsserkloster und später des Stadtpfarrers betraut. Schon bald nach seiner Ankunft nahm er erneut den Kampf gegen die Reformation auf und richtete in seinem Kloster eine Druckerei ein. In seiner Zeit in Luzern (1525–1529) verließen insgesamt 21 Druckschriften, meist antireformatorische Flugschriften, seine Druckerei. Neben Zwingli waren seine publizistischen Hauptgegner Utz Eckstein aus Zürich und Niklaus Manuel aus Bern. Eine der ersten in Luzern veröffentlichten Schriften wandte sich gegen seinen Ordensbruder und Vorgänger als Lesemeister von Luzern Sebastian Hofmeister und gegen das Ilanzer Religionsgespräch.

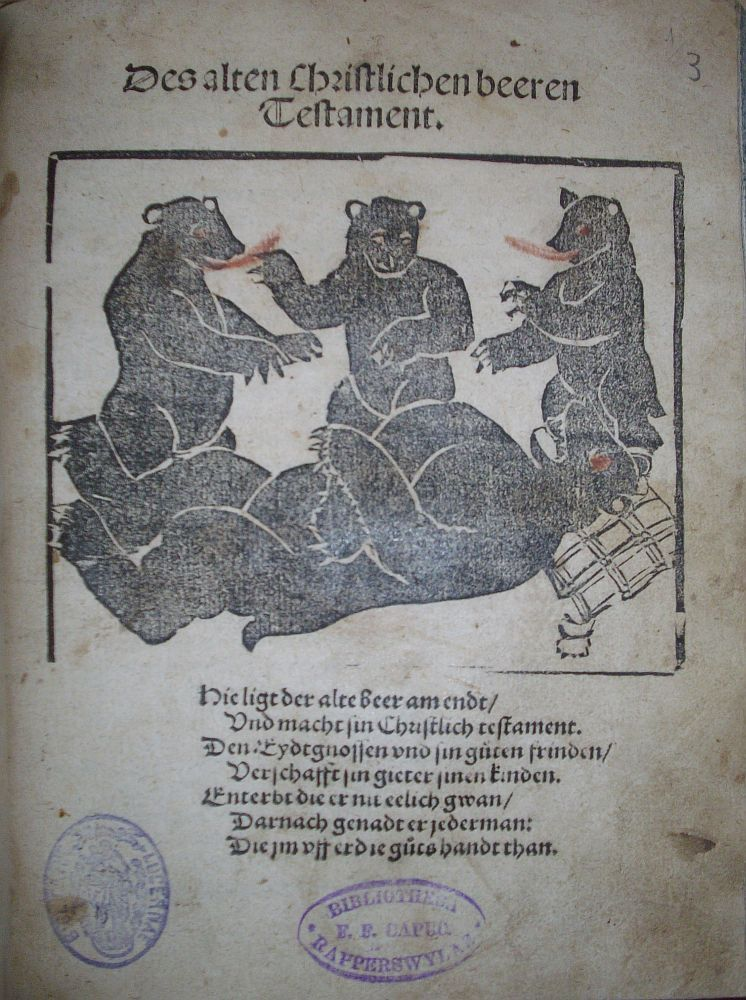
Das Bärentestament. Titelblatt einer Flugschrift (1528)

Als Gegenmaßnahme gegen die Zürcher Reformation organisierten die fünf altgläubig gebliebenen Orte der Innerschweiz die Badener Disputation. An diesen Religionsgesprächen, die vom 19. Mai bis zum 8. Juni 1526 in der Badener Pfarrkirche stattfanden, war Murner neben Johannes Eck und Johann Fabri einer der theologischen Hauptvertretern des alten Glaubens. Murner tat sich weniger durch theologische Argumente als durch persönliche Angriffe gegen Ulrich Zwingli hervor. Er warf ihm sein Nichterscheinen vor und verlas in der Schlusssitzung eine vierzigfache „Ehrloserklärung“ gegen ihn. Nach Abschluss der Disputation wurde Murner der Auftrag erteilt, in seiner Druckerei die Disputationsakten zu drucken. Obwohl ihm von gegnerischer Seite Fälschung der Akten unterstellt wurde, konnte das nie nachgewiesen werden. Einiges Aufsehen in der Eidgenossenschaft erregte Murner 1527, als er den Lutherischen evangelischen Kirchendieb und Ketzerkalender herausgab. Auf diesem als Wandkalender getarnten Pamphlet verunglimpfte er die meisten schweizerischen Reformatoren aufs schärfste. Zwingli, den er bildlich am Galgen hängend dargestellt hatte, warf er vor, ein Lügner und Dieb zu sein.
An der 1528 von reformatorischer Seite einberufenen Berner Disputation weigerte sich Murner teilzunehmen, weil er diesen Gesprächen die Legitimität absprach. Er trat jedoch mit mehreren scharfen Schriften gegen die Haltung der Berner Reformatoren auf. So verteidigte er die Messe mit der Schrift Die gots heylige meß. Im Zusammenhang mit der Berner Reformation entstanden die beiden satirischen Schriften vom Bärentestament und vom Bärenzahnweh. In der Folge wurde Murner Ende 1528 von Bern und Zürich wegen seiner Pamphlete gerichtlich belangt. Der Prozess wurde jedoch aus strategischen Gründen abgebrochen. In den
Friedensverhandlungen zum ersten Kappeler Landfrieden (1529) bestanden nun die reformierten Orte auf eine Auslieferung Murners, um ihn vor Gericht zu bringen. Murner wurde rechtzeitig gewarnt und entzog sich einer Verhaftung durch Flucht aus Luzern.

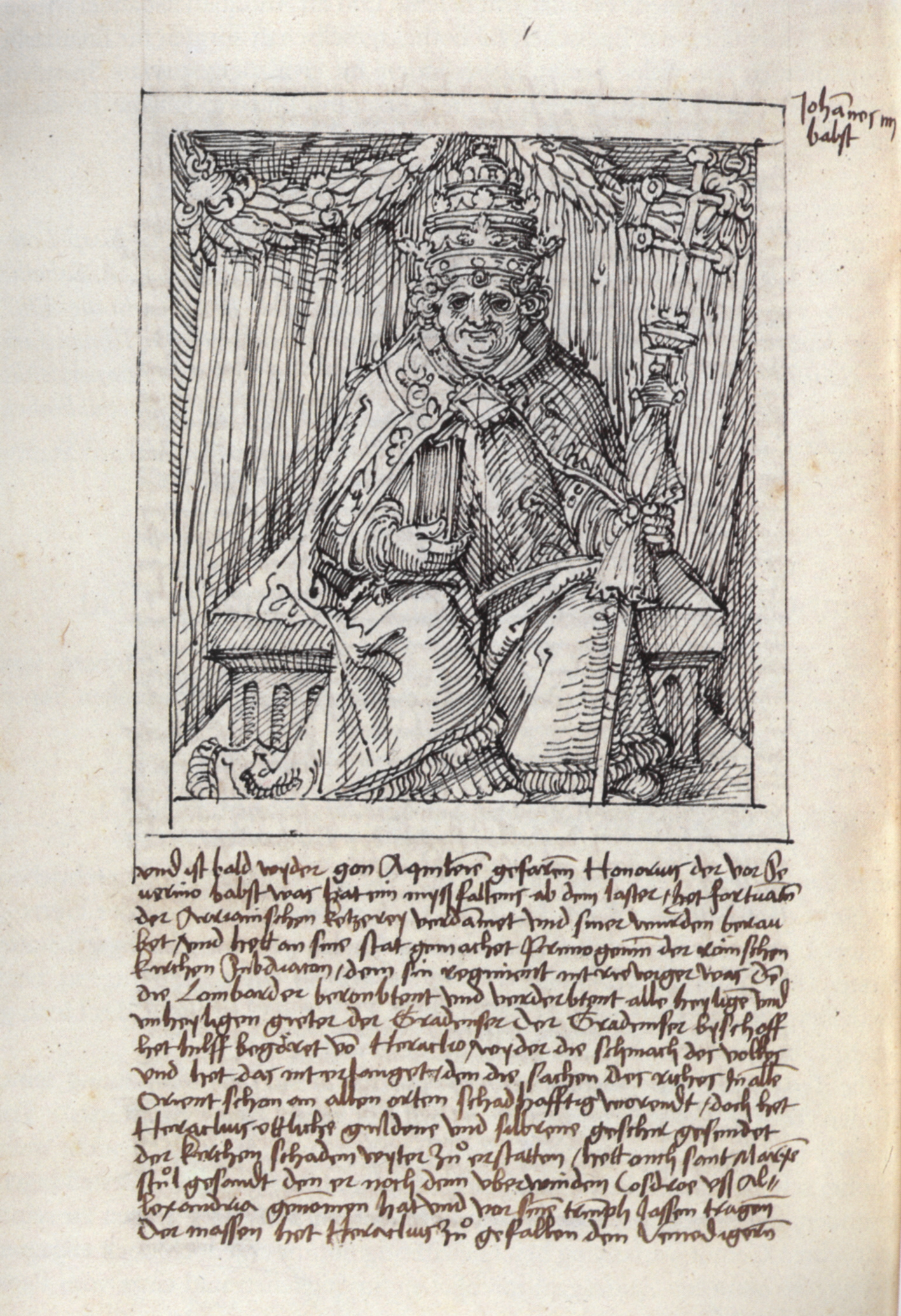
Manuskriptseite aus Murners Übersetzung der Weltgeschichte des Sabellicus (1532–1535)

### Zurück in Oberehnheim
Vermutlich übers Wallis floh Murner aus Luzern zurück ins Elsass. Vorerst begab er sich nach Heidelberg, wo er vorübergehend beim Kurfürsten Ludwig V. Aufnahme fand. Später (1532) kehrte er nach
Oberehnheim zurück, wo er als Pfarrer an der Kirche St. Johannes tätig war. Bern und Zürich wurden auch in Straßburg vorstellig und verlangten, dass Murner als angeblicher Hauptverursacher des ersten Kappelerkrieges eingekerkert und der Pension beraubt werde. Doch auch hier drangen sie mit ihren Forderungen nicht durch.
In der antireformatorischen Publizistik war von Murner in der letzten Zeit in Oberehnheim nichts mehr zu hören. Neben seiner Tätigkeit als Pfarrer arbeitete er an einer Übersetzung der lateinischen Weltgeschichte des Sabellicus und versah sie mit Entwürfen für spätere Holzschnitte. Es kam allerdings nicht mehr zum Druck dieses Geschichtswerkes. Immerhin sind drei Manuskriptbände mit insgesamt 344 Illustrationen erhalten geblieben.
Von Luzern erhielt er noch mehrere Angebote für die Schulmeisterstelle. Murner lehnte dieses Angebot 1535 endgültig ab. Zwei Jahre später starb er im Alter von nicht ganz 62 Jahren in seiner Heimatstadt.

### Murners Wirkung
Thomas Murner vereinigt in sich Positionen des Humanismus und des alten römisch-katholischen Glaubens; daraus folgen nach dem Urteil Heribert Smolinskys teilweise unüberwindbare innere Spannungen des Autors, die sich auch in seinen Werken niederschlagen.

## Werke
Ausführliches Werkverzeichnis bei: Friedrich Eckel: Der Fremdwortschatz Thomas Murners. Ein Beitrag zur Wortgeschichte des frühen 16. Jahrhunderts; mit einer vollständigen Murnerbibliographie. Göppingen 1978.

### Vorreformatorische Schriften
- Invectiva contra Astrologos, Straßburg 1499 (Digitalisat)
- Germania Nova, Straßburg 1502.
- Chartiludium logicae, Krakau 1507.
- Logica memorativa, Straßburg 1509 (Digitalisat)
- De quattuor heresiarchis, Straßburg 1509 (Digitalisat)
  -  Von den vier ketzeren, Straßburg 1509 (Digitalisat)
- Ludus studentum Friburgensium, Frankfurt am Main 1511 (Digitalisat)
- Arma patientie contra omnes seculi adversitates, Frankfurt am Main 1511 (Digitalisat)
- Benedicite iudeorum, Frankfurt am Main 1512 (Digitalisat)
  - Der iuden Benedicite, Frankfurt am Main 1512 (Digitalisat)
- Narren bschwerung, Straßburg 1512.
- Schelmenzunfft, Frankfurt am Main 1512 Digitalisat Augsburg 1514
- Ein andechtig geistliche Badenfart, Straßburg 1514.
- Die Mülle von Schwyndelszheym vnd Gredt Müllerin Jarzit, Straßburg 1515.
- Die geuchmat, Basel 1519 Digitalisat

### Schriften gegen Luther
- Ein christliche und briederliche ermahnung, Straßburg 1520 (Digitalisat)
- Von Doctor Martinus luters leren vnd predigen, Straßburg 1520.
- Von dem babstenthum, Straßburg 1520 (Digitalisat)
- An den Groszmechtigsten vnd Durchlüchtigsten adel tütscher nation, Straßburg 1520 (Digitalisat)
- Wie doctor M. Luter usz falschen vrsachen bewegt Dz geistlich recht verbrennet hat, Straßburg 1521.
- Ain new lied von dem vndergang des Christlichen glaubens, Straßburg 1522 (Digitalisat)
- Ob der Künig usz engelland ein lügner sey oder der Luther, Straßburg 1522 (Digitalisat)
- Von dem großen Lutherischen Narren, Straßburg 1522 Digitalisat

### Schriften aus Luzern
- Murneri responsio libello cuidam, 1526.
- Ein worhafftigs verantworten, 1527 (Digitalisat)
- Der Lvtherischen evangelischen Kirchendieb und Ketzerkalender, 1527.
- Die disputation vor den xij orten einer loblichen eidtgnoschafft, 1527 (Digitalisat)
  - Causa Helvetica orthodoxae fidei, 1528 (Digitalisat)
- Hie würt angezeigt dz vnchristlich frevel, 1528.
- Die gots heylige meß von gott allein erstifft, 1528 (Digitalisat)
- Des alten christlichen beeren Testament, 1528.
- Von des jungen Beeren zenvve im mundt, 1529.

### Juristische Schriften
- Utriusque iuris tituli et regule, Basel 1518 (Digitalisat)
- Instituten ein warer ursprung unnd fundament des Keyserlichen rechtens, Basel 1519 (Digitalisat)
- Der keiserlichen stat rechten ein ingang vnd wares fundament, Straßburg 1521 Digitalisat

### Übersetzungen
- Vergilij maronis dryzehen Aeneadischen Bücher, Straßburg 1515 (Digitalisat)
- Ulrichen von hutten … von der wunderbarlichen artzney des holtz Guaiacum genant, Straßburg 1519.
- Von der Babylonischen gefengknuß der Kirchen Doctor Martin Luthers, Straßburg 1520 (Digitalisat)
- Bekennung der süben Sacramenten vider Martinum Lutherum, Straßburg 1522 (Übersetzung der Assertio Septem Sacramentorum Heinrichs VIII.)
- Marci Antonii Sabellici History von anbeschaffener Welt, 1534/1535 (3 von 10 Bänden als Manuskripte erhalten, siehe unten zur Faksimile-Edition)

### Neuausgaben
- Franz Schultz (Hrsg.): Thomas Murner. Deutsche Schriften mit den Holzschnitten der Erstdrucke. (9 Bde.) Berlin Leipzig 1918–1931.
  - Von den fier ketzeren hrsg. von Eduard Fuchs
  - Badenfahrt hrsg. von Victor Michels
  - Narrenbeschwörung hrsg. von Meier Spanier
  - Die Schelmenzunft hrsg. von Meier Spanier
  - Die Mühle von Schwindelsheim und Gredt Müllerin Jahrzeit hrsg. von Gustav Bebermeyer
  - Die Geuchmat hrsg. von Eduar Fuchs
  - Kleine Schriften: Prosaschriften gegen die Reformation. 3 Bde. hrsg. von Wolfgang Pfeiffer-Belli
  - Von dem grossen Lutherischen Narren hrsg. von Paul Merker
- Wolfgang Pfeiffer-Belli (Hrsg.): Thomas Murner im Schweizer Glaubenskampf. Münster in Westfalen 1939.
- Hedwig Heger (Hrsg.): Marci Antonii Sabellici Hystory von anbeschaffener Welt. Übersetzung der Enneades des Marcus Antonius Sabellicus. (3 Bde. und Begleitheft) Karlsruhe 1987, ISBN 3-7617-0251-5.
- Adolf Laube (Hrsg.): Flugschriften gegen die Reformation (1518–1524). Berlin 1997, ISBN 3-05-002815-7.
- Adolf Laube (Hrsg.): Flugschriften gegen die Reformation (1525–1530).Berlin 2000, ISBN 3-05-003312-6.
- Karsthans. Thomas Murners „Hans Karst“ und seine Wirkung in sechs Texten der Reformationszeit: ‚Karsthans‘ (1521); ‚Gesprech biechlin neüw Karsthans‘ (1521); ‚Göttliche Mühle‘ (1521); ‚Karsthans, Kegelhans‘ (1521); Thomas Murner: ‚Von dem großen lutherischen Narren‘ (1522, Auszug); ‚Novella‘ (ca. 1523). Herausgegeben, übersetzt und kommentiert von Thomas Neukirchen. (= Beihefte zum Euphorion. 68). Heidelberg 2011, ISBN 978-3-8253-5976-8.
- Von dem großen Lutherischen Narren (1522). Hrsg., übersetzt und kommentiert von Thomas Neukirchen. (= Beihefte zum Euphorion. 83). Heidelberg 2014, ISBN 978-3-8253-6388-8.